# Suzano
Suzano là một đô thị tại bang São Paulo, Brasil. Đô thị này có diện tích 205,865 km², dân số năm 2007 là 268.777 người, mật độ dân số 1.305,6 người/km². Đây là một đô thị thành phần của vùng đô thị São Paulo. Khí hậu ở đây bán nhiệt đới. Đô thị này có cao độ 749,43 m, cách São Paulo 40 km. Theo thống kê năm 2000, đô thị này có chỉ số phát triển con người 0,775. Kinh tế chủ yếu là công nghiệp. Suzano có lượng mưa trung bình năm 1300 mm. Đô thị này có nhiều ảnh hưởng của Nhật Bản. Có ba con phố lớn chạy qua trung tâm đô thị Suzano.

## Các đô thị giáp ranh
Đô thị này giáp các đô thị sau: Itaquaquecetuba, Mogi das Cruzes, Santo André, Rio Grande da Serra, Ribeirão Pires,Ferraz de Vasconcelos và Poá.